# Maureen Mmadu
Maureen Nkeiruka Mmadu (7 de maio de 1975) é uma ex-futebolista nigeriana que atuava como meia.

## Carreira
Maureen Mmadu integrou o elenco da Seleção Nigeriana de Futebol Feminino, nas Olimpíadas de 2000 e 2004.